# 邊維垣
邊維垣（1526年—1596年），字師甫，號少微，四川成都府彭縣人，軍籍，明朝政治人物。

## 生平
嘉靖二十五年（1546年）丙午科四川鄉試第四十九名舉人。嘉靖三十五年（1556年）中式丙辰科會試第三十五名，二甲第三十六名進士。户部观政，授南京工部主事，四十二年调河南鈞州同知，四十三年升山西平阳府通判，四十四年升南京工部主事，隆慶元年升郎中，升官福州府知府，五年三月升广西按察司副使，历浙江右参政，万历三年（1576年）三月乞回籍终养。十五年（1587年）起雲南臨安兵备按察使，调本司按察使，十七年正月升江西右布政使，六月升左布政。万历二十年（1592年）二月，以都察院右副都御史、巡抚江西兼理军务。二十一年六月升南京工部右侍郎，二十二年三月改任南京户部右侍郎兼右佥都御史、总督粮储，九月升右都御史总督仓场，二十四年七月被劾，不久去世，闰八月賜祭葬。

## 家族
曾祖邊仲賢；祖父邊洪；父邊載朝，生员、封南京工部主事；母葉氏，封太安人。兄维化、维藩（生员）、弟维屏（生员）。